# Херіко (Бояка)
Херіко (ісп. Jericó) — невелике місто й муніципалітет у колумбійській провінції Вальдеррама (департамент Бояка).

## Історія
До іспанського завоювання на місці Херіко було поселення народу лаче, що мало назву Чева. Офіційно місто Херіко було засновано 1780 року. Однойменний муніципалітет було виділено в окрему адміністративну одиницю 1821 року.

## Географія
Місто розташовано в східній частині департаменту, в гірському масиві Східна Кордильєра, на схід від річки Чикамоча. За 105 км на північний схід розташований адміністративний центр департаменту, місто Тунха.
Муніципалітет на півночі межує з муніципалітетом Ла-Увіта, на північному заході — з муніципалітетом Сусакон, на заході — з муніципалітетом Сатіванорте, на півдні — з муніципалітетом Сокота, на сході — з муніципалітетом Чита.

## Демографія
За даними національного адміністративного департаменту статистики Колумбії загальна чисельність населення міста й муніципалітету 2015 року становила 4010 осіб.
Динаміка чисельності населення муніципалітету за роками:
| 4716                                   | 4652 | 4572 | 4504 | 4440 | 4369 | 4293 | 4223 | 4162 | 4091 | 4010 |
| В період з 2005 по 2015 рік (тис. ос.) |      |      |      |      |      |      |      |      |      |      |

Відповідно до даних перепису 2005 року чоловіки складали 51,7 % населення, жінки — відповідно, 48,3 %. В расовому сенсі європейці та метиси складали 65,9 % від населення міста, негри, мулати та райсальці — 34,1 %. Рівень грамотності серед усього населення становив 83,8 %.